# Apicia lutzi
Apicia lutzi är en fjärilsart som beskrevs av Wright 1920. Apicia lutzi ingår i släktet Apicia och familjen mätare. Inga underarter finns listade i Catalogue of Life.